# Raffaele Di Primio
Raffaele Di Primio (Agnone, 17 agosto 1918 – 13 marzo 1994) è stato un politico italiano.

## Biografia
Esponente del Partito Socialista Italiano, viene eletto alla Camera dei deputati alle elezioni del 1963. Viene poi riconfermato a Montecitorio, nella lista PSI-PSDI Unificati anche alle elezioni del 1968. Termina il proprio mandato parlamentare nel 1972.